# Yan Xishan
Yan Xishan ou Yen Hsi-shan (閻錫山 / 阎锡山, en pinyin Yán Xíshān), né le 8 octobre 1883 et mort le 22 juillet 1960, est un seigneur de la guerre chinois, chef de la clique du Shanxi, qui a servi dans le gouvernement de la république de Chine de juin 1949 à mars 1950 en tant que dernier premier ministre en Chine continentale et premier premier ministre à Taïwan. Il a contrôlé la province de Shanxi peu de temps après la révolution Xinhai de 1911, et jusqu'à la victoire communiste de 1949 dans la guerre civile chinoise. Yan Xishan a maintenu une attitude ambivalente à l'égard des communistes jusqu'en 1939 et a participé au deuxième front uni contre les Japonais à partir de 1937. Il négocie ensuite avec les Japonais de 1940 à 1943, et s'allie aux Japonais contre les communistes en 1944. Par la suite, la résistance de ses forces à Taiyuan a constitué un obstacle majeur à la victoire des communistes dans la guerre civile.
En tant que dirigeant d'une province relativement petite, pauvre et éloignée, il a survécu à Yuan Shikai, à l'ère des seigneurs de la guerre, à l'ère nationaliste, à l'invasion japonaise de la Chine et à la guerre civile qui s'en est suivie, n'étant contraint de quitter ses fonctions que lorsque les armées nationalistes avec lesquelles il était allié ont complètement perdu le contrôle de la Chine continentale. Les biographes occidentaux le considèrent comme une figure de transition qui a préconisé l'utilisation de la technologie occidentale pour protéger les traditions chinoises, tout en réformant les anciennes conditions politiques, sociales et économiques d'une manière qui a ouvert la voie aux changements radicaux qui allaient se produire à Taiwan et en Chine populaire.

## Biographie
Yan reçut sa formation militaire d’abord en Chine puis à l’Académie militaire impériale du Japon. Au Japon, il devint un membre de l’Alliance révolutionnaire (Tongmenghui) de Sun Yat-sen et à la suite de la Révolution chinoise de 1911 il prit le pouvoir dans la province du Shanxi. Bien que membre de l’Armée de Beiyang et affilié avec Duan Qirui, il évita les combats politiques violents de l’époque en appliquant une politique de neutralité qui libéra sa province des guerres civiles. Cette période se termina quand il rejoignit l’expédition du Nord du Guomindang et qu’il devint évident qu’elle serait victorieuse.
Bien que Yan fut connu comme le « Gouverneur Modèle » pour ses politiques éclairées, il n’en était pas moins un dictateur militaire. En 1926, il jura fidélité au nouveau gouvernement de Tchang Kaï-chek, mais en 1929 il rejoignit Feng Yuxiang, Li Zongren et Wang Jingwei dans leur tentative de renversement de Tchang, au cours de la guerre des Plaines centrales.
Après une brève retraite au début des années 1930, Yan revint au pouvoir au Shanxi et entreprit des réformes sociales et militaires pour contrecarrer le développement du communisme dans la province. Il soutint la capture de Tchang Kaï-chek par Zhang Xueliang en 1936 au cours de l’incident de Xi’an. Durant la Seconde Guerre mondiale, Yan résista aux tentatives japonaises de capture du Shanxi et ses troupes résistèrent aux communistes durant la guerre civile chinoise jusqu’à ce que la ville de Taiyuan tomba en avril 1949. Yan s’enfuit avec le trésor provincial sur l’île de Taïwan avec le reste du gouvernement de la république de Chine le 8 décembre 1949 après que son expulsion par le Parti communiste chinois eut été prononcée.
Du 3 juin 1949 au 7 mars 1950, il fut Premier ministre de la république de Chine à Taïwan.
Il mourut à Taipei, Taïwan.

### Jeunesse
Yan Xishan est né à la fin de la dynastie Qing dans le comté de Wutai, à Xinzhou, dans le Shanxi, au sein d'une famille de banquiers et de marchands depuis des générations (le Shanxi était connu pour ses nombreuses banques prospères jusqu'à la fin du XIXe siècle). Dans sa jeunesse, il a travaillé pendant plusieurs années dans la banque de son père tout en suivant un enseignement traditionnel confucéen dans une école de village locale. Après que son père a été ruiné par la dépression de la fin du XIXe siècle, qui a ravagé l'économie chinoise, Yan s'est inscrit dans une école militaire gratuite dirigée et financée par le gouvernement mandchou à Taiyuan. C'est là qu'il s'initie aux mathématiques, à la physique et à d'autres matières importées directement de l'Occident. En 1904, il est envoyé au Japon pour étudier au Tokyo Shimbu Gakko, une académie militaire préparatoire. Il entre ensuite à l'Académie de l'armée impériale japonaise, dont il sort diplômé en 1909.

### Vie au japon
Au cours des cinq années qu'il a passées au Japon, Yan a été impressionné par les efforts de modernisation déployés par le pays. Il a observé les progrès réalisés par les Japonais, que les Chinois considéraient auparavant comme peu sophistiqués et arriérés, et a commencé à s'inquiéter des conséquences si la Chine devait se laisser distancer par le reste du monde. Cette expérience formatrice a été citée plus tard comme une période de grande inspiration pour ses efforts ultérieurs de modernisation du Shanxi.
Yan a finalement conclu que les Japonais avaient réussi à se moderniser en grande partie grâce à la capacité du gouvernement à mobiliser la population en faveur de ses politiques et à l'étroite relation de respect qui existait entre les militaires et les civils. Il attribue la surprenante victoire japonaise lors de la guerre russo-japonaise de 1905 à la mobilisation enthousiaste de la population japonaise en faveur de l'armée. Après son retour en Chine en 1910, il a écrit un pamphlet avertissant la Chine qu'elle risquait d'être dépassée par le Japon si elle ne développait pas une forme locale de bushido.
Avant même d'étudier au Japon, Yan avait été dégoûté par la corruption ouverte et généralisée des fonctionnaires du Shanxi et avait acquis la conviction que la relative impuissance de la Chine au XIXe siècle était le résultat de l'attitude généralement hostile de la dynastie Qing à l'égard de la modernisation et du développement industriel, ainsi que de sa politique étrangère grossièrement inepte. Pendant son séjour au Japon, il rencontre Sun Yat-sen et rejoint son Tongmenghui (Alliance révolutionnaire), une société semi-secrète visant à renverser la dynastie Qing. Il tente également de populariser l'idéologie de Sun en organisant une « Société du sang et du fer » dans les rangs des étudiants chinois de l'Académie de l'armée impériale japonaise. L'objectif du groupe d'étudiants était d'organiser une révolution qui conduirait à la création d'une Chine forte et unie, de la même manière qu'Otto von Bismarck avait créé une Allemagne forte et unie. Yan a également rejoint une organisation encore plus militante de révolutionnaires chinois, le « Dare-to-Die Corps » (le corps qui ose mourir).

### Retour en Chine
À son retour en Chine en 1909, Yan est nommé commandant de division de la Nouvelle armée dans le Shanxi, mais travaille secrètement au renversement des Qing. Pendant la révolution Xinhai de 1911, Yan prend la tête des forces révolutionnaires locales pour chasser les troupes mandchoues de la province et la proclame indépendante du gouvernement Qing. Il justifie son action en s'attaquant à l'incapacité des Qing à repousser les agressions étrangères et promet un large éventail de réformes sociales et politiques.

## Durant la jeune république

### Une rivalité avec Yuan Shikai
En 1911, Yan espère unir ses forces à celles d'un autre éminent révolutionnaire du Shanxi, Wu Luzhen, pour saper le contrôle de Yuan Shikai sur le nord de la Chine, mais les plans sont avortés après l'assassinat de Wu. Yan est élu gouverneur militaire par ses camarades, mais n'est pas en mesure d'empêcher l'invasion ultérieure des troupes de Yuan Shikai, qui occupent la plupart des régions du Shanxi en 1913. Pendant l'invasion de Yuan, Yan ne survit qu'en se retirant vers le nord et en s'alliant à un groupe d'insurgés amis dans la province voisine de Shaanxi. En évitant une confrontation militaire décisive, Yan a préservé sa propre base de pouvoir. Bien qu'il soit ami avec Sun Yat-sen, il ne lui apporte pas son soutien lors de la « deuxième révolution » de 1913 et se rapproche plutôt du nouveau président Yuan Shikai, lequel lui permet de redevenir gouverneur militaire du Shanxi, à la tête d'une armée qui est alors composée d'hommes de main de Yuan. En 1917, peu après la mort de Yuan Shikai, Yan consolide son contrôle sur le Shanxi, où il règne sans partage. Après la mort de Yuan en 1916, la Chine entre dans la période des seigneurs de la guerre, une période instable et sanglante où le pays explose entre différents chefs de guerre.

### La modernisation du Shanxi

#### Multiplication des réformes
En 1911, le Shanxi était l'une des provinces les plus pauvres de Chine. Yan pensait qu'à moins de moderniser et de relancer l'économie et l'infrastructure du Shanxi, il serait incapable d'empêcher le Shanxi d'être envahi par des seigneurs de la guerre rivaux. Une défaite militaire en 1919 infligée par un seigneur de la guerre rival a convaincu Yan que le Shanxi n'était pas suffisamment développé pour rivaliser pour l'hégémonie avec d'autres seigneurs de la guerre, et il a évité la politique nationale violente de l'époque en appliquant une politique de neutralité au Shanxi afin de libérer sa province des guerres civiles. Au lieu de participer aux guerres civiles en cours, Yan se consacre presque exclusivement à la modernisation du Shanxi et au développement de ses ressources. Le succès de ses réformes lui vaut d'être surnommé par les étrangers le « gouverneur modèle », et le Shanxi la « province modèle ».

#### Un phare médical en Chine
En 1918, le nord du Shanxi a connu une épidémie de peste bubonique qui a duré deux mois et tué 2 664 personnes. Yan a fait face à l'épidémie en donnant à ses fonctionnaires des instructions sur la théorie moderne des germes et la gestion de la peste. Il a expliqué que la peste était causée par de minuscules germes respirés dans les poumons, que la maladie était incurable et que le seul moyen d'empêcher la propagation de la maladie était l'isolement physique des personnes infectées. Il a alors ordonné à ses fonctionnaires d'éloigner les uns des autres les membres de la famille, les voisins, voire des communautés entières infectées, en les menaçant de recourir à la force publique si nécessaire. La promotion par Yan de la théorie des germes et son application de l'isolement physique pour réduire l'effet des épidémies ne sont pas totalement acceptées par la population locale et, dans certaines régions, les habitants résistent à ces mesures.
La détermination de Yan à moderniser le Shanxi est en partie inspirée par ses échanges avec les médecins et le personnel étrangers arrivés au Shanxi en 1918 pour l'aider à juguler l'épidémie. Il est impressionné par le zèle, les talents et la modernité du personnel et compare ensuite favorablement les étrangers à ses propres fonctionnaires conservateurs et généralement apathiques. Des conversations avec d'autres réformateurs célèbres, dont John Dewey, Hu Shih et H.H. Kung, un ami proche de Yan, ont renforcé sa détermination à occidentaliser le Shanxi.
Yan a tenté de moderniser l'état de la médecine en Chine en finançant la Société de recherche pour l'avancement de la médecine chinoise, basée à Taiyuan, en 1921. Très inhabituelle en Chine à l'époque, l'école proposait un cursus de quatre ans et comprenait des cours de médecine chinoise et occidentale. Les cours étaient dispensés en anglais, en allemand et en japonais. Les principales compétences que Yan espérait voir acquises par les médecins formés à l'école étaient un système de diagnostic standardisé, la science sanitaire, y compris la bactériologie, les compétences chirurgicales, y compris l'obstétrique, et l'utilisation d'instruments de diagnostic. Yan espérait que le soutien qu'il apportait à l'école permettrait d'accroître les revenus du commerce national et international des médicaments chinois, d'améliorer la santé publique et l'éducation du public. L'intérêt de Yan pour la création d'une telle école dans le Shanxi est né d'un séjour de trois mois dans un hôpital occidental au Japon, au cours duquel il a été impressionné par les équipements médicaux modernes, notamment les rayons X et les microscopes, qu'il a vus pour la première fois,.
Yan a continué à promouvoir une tradition de médecine chinoise éclairée par la science médicale occidentale pendant toute la durée de son mandat, mais l'enseignement et les publications de l'école de médecine se limitaient en grande partie à la région de Taiyuan. En 1949, trois des sept hôpitaux gérés par le gouvernement se trouvaient dans la ville. En 1934, la province élabore un plan décennal qui prévoit l'emploi d'un agent d'hygiène dans chaque village, mais l'arrivée de la Seconde Guerre mondiale et la guerre civile qui s'ensuit rendent impossible la mise en œuvre de ces plans.

#### Perspectives internationales
Yan envoie des étudiants du Shanxi passer des diplômes de sciences et d'ingénierie dans des universités japonaises, américaines et anglaises. En 1936, il offre une bourse à la future physicienne nucléaire He Zehui, la fille de He Cheng, un autre membre de la première heure du Tongmenghui, pour qu'elle entreprenne un doctorat en balistique expérimentale à la Technische Universität Berlin. En 1936, après avoir examiné les offres britanniques, françaises et américaines, Yan choisit Siemens comme son principal fournisseur de machines. Les relations étroites avec l'Allemagne nazie se poursuivent au moins jusqu'en 1939, même si les Allemands abusent du manque de savoir-faire technologique de Yan pour lui vendre de vieux équipements. On attribue au représentant du NSDAP en Chine du Nord, Werner Jannings, le mérite d'avoir maintenu Yan dans l'orbite nazie.

### Participation à l'expédition du nord
Pour maintenir la neutralité du Shanxi et lui éviter de graves affrontements militaires avec des seigneurs de guerre rivaux, Yan a mis au point une stratégie consistant à changer d'alliance entre diverses cliques belligérantes et à ne se rallier inévitablement qu'aux camps gagnants. Bien qu'il soit plus faible que la plupart des seigneurs de la guerre qui l'entourent, il détient souvent l'équilibre du pouvoir entre les rivaux voisins, et même ceux qu'il a trahis hésitent à se venger de lui au cas où ils auraient besoin de son soutien à l'avenir. Pour résister à la domination du seigneur de guerre mandchou Zhang Zuolin, Yan s'allie aux forces de Tchang Kai-Chek en 1927, lors de l'expédition nord des nationalistes. Tout en aidant Tchang, Yan occupe Pékin en juin 1928, ce qui permet à l'Expédition du Nord de se terminer avec succès. L'aide apportée par Yan à Tchang est récompensée peu après par sa nomination au poste de ministre de l'Intérieur et de commandant en chef adjoint de toutes les armées du Kuomintang. Le soutien de Yan aux campagnes militaires de Tchang et sa répression des communistes incitent le généralissime à reconnaître Yan comme gouverneur du Shanxi et à lui permettre d'étendre son influence jusqu'au Hebei.

### Première trahison contre le Kuomintang
L'alliance de Yan avec Tchang a été interrompue en 1929 lorsque Yan a rejoint les ennemis de Tchang pour établir un gouvernement national alternatif dans le nord de la Chine. Parmi ses alliés figuraient le seigneur de guerre du nord Feng Yuxiang, la clique du Guangxi dirigée par Li Zongren et la faction de gauche du Kuomintang dirigée par Wang Jingwei. Alors que les armées de Feng et de Tchang s'anéantissent l'une l'autre, Yan marche pratiquement sans opposition à travers le Shandong et s'empare de la capitale provinciale de Jinan en juin 1930. Après ces victoires, Yan tente de forger un nouveau gouvernement national, dont il serait le président, en convoquant une « conférence élargie du parti ». Selon son plan, Yan devait être président et Wang devait être son premier ministre. La conférence tente de rédiger une constitution nationale et implique la participation de nombreux militaristes et politiciens chinois de haut rang parmi les rivaux de Tchang. Les délibérations sont interrompues par Tchang, qui bat de manière décisive les armées de Feng, envahit le Shandong et anéantit pratiquement l'armée de Yan. Lorsque le gouverneur de Mandchourie, Zhang Xueliang, déclare publiquement son allégeance à Tchang, Yan s'enfuit à Dalian, dans la concession du Kwantung tenue par les Japonais, et ne revient dans un Shanxi non conquis qu'après avoir fait la paix avec Tchang en 1931,.

#### Causes d'un échec militaire

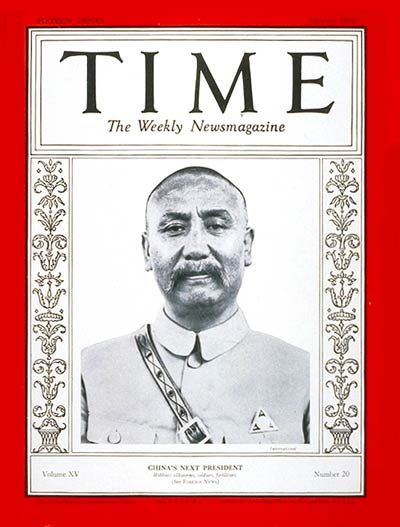
Couverture du magazine time du 19 mai 1930.

Les événements survenus entre 1927 et 1931 s'expliquent le mieux par les stratégies de seigneurs de la guerre habitués aux alliances chaotiques en constante évolution qui caractérisent la politique chinoise depuis l'effondrement du gouvernement central dix ans plus tôt. Les principales causes de la défaite de Yan sont la faible population et le manque de développement des régions qu'il contrôlait, qui l'ont rendu incapable d'aligner une armée nombreuse et bien équipée comme celles commandées par Tchang à l'époque. Yan était également incapable d'égaler la qualité des dirigeants du corps d'officiers de Tchang et le prestige dont jouissaient le généralissime et l'armée nationaliste à l'époque. Avant que les armées de Tchang ne battent Feng et Yan, Yan Xishan était présenté en couverture du magazine Time comme le "prochain président de la Chine". L'attention que lui portaient les observateurs étrangers à cette époque, ainsi que le soutien et l'assistance qu'il avait obtenus de la part d'autres hommes d'État chinois de premier plan, laissaient supposer que l'on pouvait s'attendre de manière crédible à ce que Yan dirige un gouvernement central si Tchang ne parvenait pas à vaincre l'alliance de Yan.

### Retour au Shanxi
Yan n'est retourné au Shanxi qu'au prix d'un effort complexe d'intrigues et d'opérations politiques. Si Tchang n'a pas réussi à éjecter immédiatement et définitivement Yan ou ses subordonnés du Shanxi, c'est en grande partie à cause de l'influence de Zhang Xueliang et des Japonais, soucieux d'empêcher l'extension de l'autorité de Tchang en Mandchourie. En l'absence de Yan, le gouvernement civil du Shanxi s'est arrêté et les différents chefs militaires du Shanxi ont lutté les uns contre les autres pour combler le vide. Bien qu'il n'ait pas immédiatement déclaré son retour à la politique provinciale, Yan est revenu au Shanxi en 1931 avec le soutien et la protection de Zhang Xueliang. Tchang ne protesta pas contre cette décision en raison de son occupation dans la répression des forces de Li Zongren.

#### Seconde trahison contre Kuomintang
L'incident de Mukden donne à Yan et à ses partisans l'occasion de renverser officieusement le Kuomintang dans le Shanxi. Le 18 décembre 1931, un groupe d'étudiants, soutenu et peut-être orchestré par des fonctionnaires fidèles à Yan, s'est rassemblé à Taiyuan pour protester contre la politique du gouvernement de Nankin consistant à ne pas combattre les Japonais. La manifestation devient si violente que la police du Kuomintang tire sur la foule. L'indignation publique suscitée par le « massacre du 18 décembre » a été suffisamment forte pour donner aux fonctionnaires de Yan un prétexte pour expulser le Kuomintang de la province au nom de la sécurité publique. Après cet événement, le Kuomintang cessa d'exister dans le Shanxi, sauf en tant qu'organisation factice dont les membres étaient plus loyaux envers Yan qu'envers Tchang.
Les difficultés futures à s'assurer la loyauté d'autres seigneurs de la guerre chinois dans toute la Chine, la guerre civile en cours avec les communistes et la menace permanente d'une invasion japonaise incitent Tchang à laisser Yan conserver le titre de commissaire à la pacification en 1932, et il nomme Yan à la commission des affaires mongoles et tibétaines du gouvernement central. En 1934, Tchang s'est finalement rendu à Taiyuan, où il a fait l'éloge de l'administration de Yan en échange du soutien public de ce dernier à Nankin. En faisant publiquement l'éloge du gouvernement de Yan, Tchang admet en fait que Yan reste le souverain incontesté du Shanxi.

### Relations avec le gouvernement central de Nankin

#### Troisième trahison contre le Kuomintang
Après 1931, Yan a continué à apporter un soutien nominal au gouvernement de Nanjing tout en maintenant un contrôle de facto sur le Shanxi, coopérant et en luttant alternativement contre les agents communistes actifs dans sa province. Bien qu'il n'y ait pas participé activement, Yan a soutenu l'incident de Xi'an en 1936, au cours duquel Tchang a été arrêté par des officiers nationalistes dirigés par Zhang Xueliang et Yang Hucheng. Il n'a été libéré que lorsqu'il a accepté de faire la paix avec les communistes et de former un front uni pour résister à l'invasion imminente de la Chine par les Japonais. Dans sa correspondance avec Zhang Xueliang en 1936, Yan indique que le fossé qui se creuse entre lui et Tchang est dû à l'anxiété de Yan face à l'éventualité d'une invasion japonaise, à son inquiétude quant au sort de la Chine. Yan n'est pas convaincu de la justesse de concentrer les ressources de la Chine sur des campagnes anticommuniste. Pendant l'incident de Xi'an, Yan s'implique activement dans les négociations en envoyant des représentants pour empêcher l'exécution de Tchang et la guerre civile qui, selon lui, s'ensuivrait, et pour promouvoir un front uni afin de résister à l'invasion japonaise de la Chine que Yan jugeait imminente.

#### Riposte économique de Tchang Kai Chek
Les relations financières entre le Shanxi et le gouvernement central restent compliquées. Yan réussit à créer un complexe d'industries lourdes autour de Taiyuan, mais néglige de faire connaître l'étendue de son succès en dehors du Shanxi, probablement pour tromper Tchang. Malgré ses succès mesurés dans la modernisation de l'industrie du Shanxi, Yan demanda à plusieurs reprises au gouvernement central une aide financière pour étendre le chemin de fer local et pour d'autres raisons, mais ses demandes furent généralement rejetées. Lorsque Yan a refusé d'envoyer au gouvernement central les taxes perçues sur le commerce du sel, produit dans les usines publiques du Shanxi, Tchang a riposté en inondant le marché du nord de la Chine de tant de sel, produit dans la région côtière, que le prix du sel dans les provinces du nord de la Chine est tombé à un niveau extrêmement bas. Ces prix artificiellement bas ont poussé les provinces voisines à cesser d'acheter du sel de Shanxi.

## Politiques publiques dans le Shanxi

### Agriculture
Au Shanxi, Yan mit en œuvre de nombreuses réformes fructueuses afin de centraliser son contrôle sur la province. Bien qu'adhérant aux valeurs traditionnelles de la noblesse terrienne, il dénonça l'« oppression » de la paysannerie et prit des mesures pour initier une réforme agraire et affaiblir le pouvoir des propriétaires terriens sur la population rurale. Ces réformes affaiblirent également les rivaux potentiels dans sa province et bénéficièrent aux agriculteurs du Shanxi.

### Armée
À son retour du Japon en 1909, Yan était un fervent partisan du militarisme et proposa un système de conscription nationale sur le modèle allemand et japonais. La défaite de l'Allemagne pendant la Première Guerre mondiale et celle de Yan au Henan en 1919 l'amenèrent à réévaluer la valeur du militarisme comme mode de vie. Il réduisit ensuite les effectifs de l'armée jusqu'en 1923 par souci d'économie, jusqu'à ce qu'une rumeur se répande selon laquelle des seigneurs de guerre rivaux projetaient d'envahir le Shanxi. Yan introduisit alors des réformes militaires visant à former une milice rurale de 100 000 hommes, sur le modèle des réserves japonaises et américaines.
Yan tenta, par la conscription, de créer une réserve civile, qui deviendrait le fondement de la société du Shanxi. Ses troupes étaient peut-être la seule armée de l'ère des seigneurs de guerre provenant exclusivement de la province dans laquelle elle était stationnée, et parce qu'il insistait pour que ses soldats effectuent des travaux pour améliorer les infrastructures du Shanxi, y compris l'entretien des routes et l'aide aux agriculteurs, et parce que sa discipline garantissait que ses soldats payaient réellement pour tout ce qu'ils prenaient aux civils, l'armée du Shanxi bénéficiait d'un soutien populaire beaucoup plus important que la plupart des armées de ses rivaux en Chine.
Le corps des officiers de Yan était issu de la petite noblesse du Shanxi et bénéficiait de deux années d'éducation aux frais de l'État. Malgré les efforts déployés pour soumettre ses officiers à un entraînement rigoureux de type japonais et les inculquer à la pensée de Yan Xishan, ses armées ne se sont jamais révélées particulièrement bien entraînées ni disciplinées au combat. Le bilan militaire de Yan est globalement peu positif (il a subi plus de défaites que de victoires) et il est difficile de savoir si son corps d'officiers comprenait ou sympathisait avec ses objectifs, ou s'il s'était engagé à son service uniquement dans l'intérêt du prestige et d'un meilleur niveau de vie. Yan construisit un arsenal à Taiyuan qui, pendant toute la durée de son administration, resta le seul centre de production d'artillerie de campagne en Chine. La présence de cet arsenal fut l'une des principales raisons pour lesquelles Yan maintint la relative indépendance du Shanxi. Bien que peu efficace face aux seigneurs de guerre rivaux, l'armée de Yan réussit à éradiquer le banditisme au Shanxi, ce qui lui permit de maintenir un niveau relativement élevé d'ordre public et de sécurité. Les succès de Yan dans l'éradication du banditisme au Shanxi incluent sa coopération avec Yuan Shikai pour vaincre les rebelles restants de Bai Lang après l'échec de la rébellion de Bai Lang de 1913-1914.

### Politique sociale
Yan déploya de grands efforts pour éradiquer les traditions sociales qu'il considérait comme archaïques. Il insista pour que tous les hommes du Shanxi abandonnent leurs nattes de l'époque Qing et donna des instructions à la police pour qu'elle retire tous ceux qui les portaient encore. Il arriva même que Yan attire les spectateurs dans des théâtres pour que ses policiers coupent systématiquement les cheveux des spectateurs. Il tenta de lutter contre l'analphabétisme féminin généralisé en créant dans chaque district au moins une école professionnelle où les jeunes paysannes pouvaient recevoir une éducation primaire et apprendre les techniques ménagères. Après que les victoires militaires du Kuomintang en 1925 eurent suscité un vif intérêt au Shanxi pour l'idéologie nationaliste, notamment pour les droits des femmes, Yan autorisa les filles à s'inscrire au collège et à l'université, où elles formèrent rapidement une association féminine.
Yan tenta d'éradiquer la coutume des pieds bandés en menaçant de condamner à mort les hommes qui épousaient des femmes aux pieds bandés, et de condamner aux travaux forcés das les usines d'amrmenet les mères qui bandaient les pieds de leurs filles. Il découragea l'utilisation du calendrier lunaire traditionnel et encouragea le développement d'organisations scoutes locales. À l'instar des communistes, qui succédèrent plus tard à Yan, il punit les récidivistes en les condamnant à la « rédemption par le travail » dans les usines d'État.

### Trafic d'opium
En 1916, au moins 10 % des 11 millions d'habitants du Shanxi étaient opiomanes. Dès son arrivée au pouvoir, Yan tenta d'éradiquer la consommation d'opium dans le Shanxi. Au début, il réprima sévèrement les trafiquants et les toxicomanes, les jetant en prison et les exposant, eux et leurs familles, à l'humiliation publique. Après 1922, en partie en raison de l'opposition de l'opinion publique aux sanctions sévères, Yan abandonna la répression des toxicomanes au profit de leur réhabilitation, en faisant pression sur les individus par l'intermédiaire de leurs familles et en construisant des sanatoriums conçus pour guérir progressivement les toxicomanes de leur dépendance.
Les tentatives de Yan pour réprimer le commerce de l'opium au Shanxi furent largement couronnées de succès, et le nombre d'opiomans dans la province avait été réduit de 80 % en 1922. En l'absence d'efforts de la part des autres seigneurs de guerre pour lutter contre la production et le commerce de l'opium, les efforts de Yan pour lutter contre l'usage de l'opium ne firent qu'augmenter le prix de l'opium à tel point que des stupéfiants de toutes sortes furent introduits au Shanxi depuis d'autres provinces. Les consommateurs abandonnèrent souvent l'opium au profit de pilules à base de morphine et d'héroïne, plus faciles à introduire et à consommer en contrebande. La noblesse la plus influente et la plus puissante du Shanxi étant souvent la plus répréhensible, les fonctionnaires issus de la classe privilégiée du Shanxi appliquèrent rarement les décrets de Yan interdisant l'usage de stupéfiants et échappèrent souvent eux-mêmes aux sanctions. Finalement, Yan fut contraint d'abandonner ses efforts pour réprimer le trafic d'opium et tenta plutôt d'établir un monopole gouvernemental sur la production et la vente d'opium au Shanxi. Yan continua de se plaindre de la disponibilité des stupéfiants jusque dans les années 1930 et, après 1932, exécuta plus de 600 personnes prises en flagrant délit de trafic de drogue vers le Shanxi. Le trafic persista, mais la volonté de Yan de s'y opposer était peut-être limitée par la crainte de provoquer les Japonais, lesquels produisaient la majeure partie de la morphine et de l'héroïne disponibles en Chine depuis leur concession de Tianjin.

### La "Pensée Yan Xishan"
Yan tenta de développer son armée en tant que force recrutée localement, cultivant ainsi l'image publique de serviteurs plutôt que de maîtres du peuple. Il développa une idéologie idiosyncrasique et universelle (littéralement « Pensée Yan Xishan ») et la diffusa en parrainant un réseau de journaux villageois et de troupes de théâtre itinérantes. Il organisa des réunions publiques théâtrales au cours desquelles les participants avouaient leurs méfaits et/ou dénonçaient ceux des autres. Il mit au point un système d'éducation publique, produisant une population d'ouvriers et d'agriculteurs qualifiés, suffisamment instruits pour être endoctrinés sans difficulté. La date précoce à laquelle Yan a conçu et mis en œuvre les réformes, pendant l’ère des seigneurs de guerre, contredit les affirmations ultérieures selon lesquelles ces réformes étaient calquées sur les programmes communistes et non l’inverse.

### Ralentissement des réformes économiques
Les efforts de Yan pour stimuler l'économie du Shanxi consistaient principalement en des investissements publics dans un large éventail de secteurs, et il échoua généralement à encourager l'investissement privé et le commerce. Bien que des progrès aient été réalisés pour améliorer l'économie du Shanxi, ses efforts furent limités par son manque de formation théorique en économie et en théorie industrielle. Il souffrait également d'un manque de conseillers expérimentés et formés, capables de diriger des tâches même modérément complexes liées au développement économique. La plupart des personnes instruites auxquelles il avait accès étant solidement implantées dans la petite noblesse terrienne du Shanxi, il est possible que nombre de ses fonctionnaires aient délibérément saboté ses efforts de réforme en préférant que les paysans travaillant dans leurs champs conservent leur main-d'œuvre traditionnellement bon marché.

## Idéologie
Tout au long de sa vie, Yan s'efforça d'identifier, de formuler et de diffuser une idéologie globale susceptible d'améliorer le moral et la loyauté de ses fonctionnaires et de la population du Shanxi. Durant ses études au Japon, Yan fut attiré par le militarisme et le darwinisme social, mais il y renonça après la Première Guerre mondiale. Tout au long de sa vie, il se rallia à la position de la plupart des conservateurs chinois de l'époque : la réforme sociale et économique passerait par la réforme éthique, et les problèmes auxquels la Chine était confrontée ne pourraient être résolus que par la réhabilitation morale du peuple chinois. Convaincu qu'il n'existait pas d'idéologie unique pour unifier le peuple chinois lorsqu'il est arrivé au pouvoir, Yan a tenté de générer lui-même une idéologie idéale et s'est vanté un jour d'avoir réussi à créer un système de croyances complet qui incarnait les meilleures caractéristiques du « militarisme, du nationalisme, de l'anarchisme, de la démocratie, du capitalisme, du communisme, de l'individualisme, de l'impérialisme, de l'universalisme, du paternalisme et de l'utopisme ». Une grande partie des tentatives de Yan pour diffuser son idéologie se sont faites par le biais d'un réseau d'organisations semi-religieuses, connues sous le nom de « Sociétés de lavage de cœur ».

### Influence confucianniste
Yan était profondément attaché au confucianisme de par son éducation, et il identifiait ses valeurs comme une solution historiquement efficace au chaos et au désordre de son époque. Il justifia son règne par les théories politiques confucéennes et tenta de raviver les vertus confucéennes comme universellement acceptées. Dans ses discours et ses écrits, Yan développa une admiration débordante pour les vertus de modération et d'harmonie associées à la doctrine confucéenne du juste milieu. Nombre des réformes entreprises par Yan visaient à démontrer qu'il était un junzi, l'incarnation même de la vertu confucéenne.
Les interprétations du confucianisme de Yan étaient principalement empruntées au néoconfucianisme, populaire sous la dynastie Qing. Il enseignait que chacun avait une capacité de bonté innée, mais que pour accomplir cette capacité, il fallait subordonner ses émotions et ses désirs au contrôle de sa conscience. Il admirait les philosophes de la dynastie Ming, Lu Jiuyuan et Wang Yangming, qui dénigraient la connaissance et encourageaient les hommes à agir selon leur intuition. Convaincu que l'être humain ne pouvait s'épanouir que par une autocritique et une culture personnelles intenses, Yan créa dans chaque ville une Société de purification du cœur, dont les membres se réunissaient chaque dimanche pour méditer et écouter des sermons inspirés des classiques confucéens. Chacun devait se lever et confesser à voix haute ses méfaits de la semaine écoulée, s'attirant ainsi les critiques des autres membres.